# Jean-François Stévenin
Jean-François Stévenin (Lons-le-Saunier, Jura megye, 1944. április 23. – Neuilly-sur-Seine, Hauts-de-Seine megye, 2021. július 27.) francia színész, filmrendező, forgatókönyvíró.

## Élete

### Származása, tanulmányai
A párizsi HEC Paris Kereskedelmi Főiskolán (École des hautes études commerciales) végzett 1967 tavaszán. Diplomamunkáját a filmkészítés közgazdasági kérdéseiről írta. 
Gyakorlati képzésre Kubába utazott, ahol a tejtermelésről készítettek oktató- és dokumentumfilmet.
Itt kitanulta az összes filmkészítési feladatot, a műszaki teendőktől a segédrendezőig. Rövidesen rendezőasszisztensként működött Alain Cavalier rendező Françoise Sagan könyvéből készített Szívdobbanás (La Chamade) című 1968-es filmjének forgatási munkáiban.

### Filmes alkotói munkája
Segédrendezőként, rendezőasszisztensként, majd önálló filmrendezőként és forgatókönyvíróként is dolgozott. Társrendezőként működött közre több film készítésében François Truffaut, Jacques Rivette, Jacques Rozier, Szabó László és Luigi Comencini filmrendezők mellett.
Három olyan mozifilmet rendezett önállóan, melyek később hazájában „kultuszfilmmé” váltak: a Passe montagne-t (1978), a Double messieurs-t (1986) és a Mischka-t (2002). 
E filmek forgatókönyvét is ő maga írta.

### Színészi pályájának kezdete
Miközben Jacques Rivette és Peter Fleischmann mellett rendező-asszisztensként dolgozott, belekóstolt a színészi munkába is. Szerepelt Jacques Out 1 : Noli me tangere c. 1970-es filmjében, majd François Truffaut három filmjében is, így az 1970-es A vad gyerek-ben, az 1972-es Egy olyan szép lány, mint én-ben és az 1973-as Amerikai éjszakában is. 
Nagy áttörést jelentett számára Truffaut 1976-is Zsebpénz című filmdrámájában a főszereplő iskolaigazgató, Richet úr eljátszása. A film sikere lökést adott Stévenin karrierjének. Neves francia rendezők hívták meg jelentős filmjek főbb szerepeire: François Truffaut, Jacques Rivette, André Téchiné, Jean-Pierre Mocky, Bertrand Blier, Robert Enrico, Laetitia Masson, Yves Boisset).
1978-ban először fogott önálló rendezésbe, Passe montagne c. filmjében, amelyben az egyik főszerepet is maga vitte, a másik főszereplő, Jacques Villeret társaságában. 1980-ban John Irvin rendező meghívására az Egyesült Államokba utazott, hogy nemzetközi sztárcsapat tagjaként, Christopher Walken, Tom Berenger, Colin Blakely és Paul Freeman társaságában szerepeljen A háború kutyái című akciófilmben. Hasonlóan, nemzetközi csapatban szerepelt John Huston 1981-es Menekülés a győzelembe c. háborús filmdrámájában, Michael Caine, Sylvester Stallone, Pelé, Tim Pigott-Smith, Gera Zoltán, Max von Sydow és mások társaságában. A filmet Magyarországon forgatták.

### Színészi pályája csúcsán
Az 1980-as évek elejére Stévenin a francia filmművészet meghatározó alakjai közé emelkedett. Főleg az ún. „szerzői filmekben” mutatott emlékezetes alakításokat, így Jacques Demy 1982-es Une chambre en ville c. filmjében (Dominique Sandával és Danielle Darrieux-vel), Jean-Luc Godard 1982-es Passiójáték c. vígjátékában (Isabelle Huppert-rel és Michel Piccolival), Bertrand Blier A mi történetünk c. filmdrámájában (Alain Delonnal), és 1988-ban Catherine Breillat Egy kamaszlány c. filmjében. 1986-ban rendezte meg második filmjét, a Double messieurs c. krimit, ahol Carole Bouquet-val adták a két főszereplőt. Patricia Mazuy rendezőnő 1989-es Peaux de vaches (Marhabőrök) c. filmdrámájának főszerepét játszotta, itt szerepelt először együtt leányával, az elsőfilmes Salomé Stéveninnel.
Sokoldalú művész volt, nem hagyta magát beskatulyázni. 1992-ben játszott Alexandre Arcady rendező Le Grand Pardon II. című, algériai feketelábú környezetben játszódó bűnügyi filmjében Roger Haninnel; 1996-ban Jean-Pierre Améris rendező bensőséges érzelmeket mutató Les Aveux de l'innocent c. drámájában, de szerepelt olyan népszerű kosztümös kalandfilmben is, mint Philippe de Broca 1997-es A púpos-a. 2002-ben rendezte harmadik mozifilmjét, a Mischka című „drámakomédiát”, ahol szintén ő maga játszotta a főszerepet is, emellett szerepeltette mindkét gyermekét, Salomét és Robinsont is.
Későbbi pályája során rendszeresen játszotta széles közönségnek szánt, sikeres mozifilmek fontos háttérszerepeit. Christophe Gans 2001-es történelmi horrorfilmjében, a Farkasok szövetségében az egész összeesküvést háttérből mozgató fanatikus papot alakította, Vincent Cassel és Samuel Le Bihan társaságában. Jean-François Richet rendező ugyanebben az évben bemutatott Közönséges szerelem (De l’amour) című filmdrámájában Virginie Ledoyen mellett egy nyugtalanító rendőrt játszott. Patrice Leconte rendező 2002-es A férfi a vonatról című bűnügyi thrillerében Jean Rochefort és Johnny Hallyday mellett egy alkoholista helybélit játszik, aki belekeveredik a nehézfiúk bűncselekményébe. Bernerd Rapp rendező 2003-as Nem nagy ügy (Pas si grave) című tragikomédiájában spanyol bevándorlót, Alfred Lot rendező 2007-es A halál kamrája (La chambre des morts) című misztikus thrillerfilmjében egy állat-preparátort alakított.
Filmkészítői és színművészi életművéért 2018-ban megkapta a Jean Vigo-díjat, melyet Agnès Varda filmrendező-fotográfus-látványtervező nyújtott át neki. Utolsó szerepét a 2021-ben készült A harminc koporsó szigete (L’île aux 30 cercueils) című misztikus drámai tévésorozat két epizódjában játszotta.

### Halála
Hosszú betegség után, 2021. július 27-én hunyt el a Neuilly-sur-Seine-i kórházban, 77 éves korában. 
2021. augusztus 4-én a párizsi Père-Lachaise temetőben kapott végső nyughelyet. Utolsó útjára felesége, Claire, három gyermekük és Jackie Berroyer író-dramaturg kísérte, aki Stévenin munkatársa volt több filmje készítésében.

### Magánélete
Két házasságából négy gyermeke született, mind a négy színésznek állt. 
Első feleségétől, Jacqueline Monnier pszichiáternőtől, aki Florence Stévenin néven szerepelt, 1974-ben egy fia született, Sagamore Stévenin. Az első házasságot az 1970-es évek végén felbontották, az elvált feleség 2008-ban elhunyt.
Második feleségétől, Claire Stévenin színésznőtől (*1953, leánykori nevéről nincs adat), három gyermeke született, Robinson (*1981), Salomé (*1985) és Pierre (*1995). Második felesége 2021-ben meghalt.

## Emlékezete
Marc-Édouard Nabe francia író Stévenint tette meg Lucette című 2012-es regényének egyik főszereplőjévé. A regény Lucette Destouches-nak, Louis-Ferdinand Céline francia író özvegyének életét dolgozza fel. Nabe, a regény írója Stévenin személyében egy olyan színész-rendezőt ábrázol, aki a regénybeli Céline író Nord című regényét próbálja filmre vinni.
Édouard Baer rendező Stévenin emlékének ajánlotta Adieu Paris című filmjét, melyet Stévenin halála után néhány hónappal, 2021. október 10-én mutattak be premier előtt, a Lumière Filmfesztiválon.

## Munkássága

### Filmrendező-asszisztensként
- 1968: Szívdobbanás (La chamade); rendező Alain Cavalier
- 1970: Családi fészek (Domicile conjugal); rendező François Truffaut
- 1971: Du côté d'Orouët; rendező Jacques Rozier
- 1971: Out 1, noli me tangere; rendező Jacques Rivette
- 1973: Amerikai éjszaka (La nuit américaine); rendező François Truffaut
- 1975: Zig Zig; rendező Szabó László
- 1976: Maîtresse; rendező Barbet Schroeder
- 1980: Voltati Eugenio; rendező Luigi Comencini
- 1987: Der Al Capone von der Pfalz; rendező Peter Fleischmann

### Rendező-forgatókönyvíróként
- 1978: Passe montagne
- 1986: Double messieurs
- 2002: Mischka

### Filmszínészként
- 1968: Szívdobbanás (La chamade); vendég a bisztróban
- 1970: A vad gyerek (L’enfant sauvage); helybéli ember
- 1971: Out 1, noli me tangere; Marlon
- 1972: Egy olyan szép lány, mint én (Une belle fille comme moi); újságárus
- 1972: Out 1: Spectre; Marlon
- 1973: Amerikai éjszaka (La nuit américaine); önmaga, mint filmbéli segédrendező
- 1975: Zig Zig; ügyfél Marienál és Pauline-nál
- 1976: Zsebpénz ( L’argent de poche); Jean-François Richet tanár
- 1976: Barocco; barna fiatalember
- 1978: Passe montagne; Serge
- 1979: Rendőrök háborúja (La guerre des polices); Capati
- 1980: Éjszakai ügyelet (Médecins de nuit); tévésorozat; Guy Millet
- 1980: A háború kutyái (The Dogs of War); Michel (rend. John Irvin)
- 1981: A lélekdoktor (Psy); Jo (rend. Philippe de Broca)
- 1981: A gyerekkatona (Allons z’enfants); Billotet őrmester (rend. Yves Boisset)
- 1981: Neige; Willy
- 1981: Menekülés a győzelembe (Victory); Claude, a francia
- 1981: Északi híd (Le pont du Nord); Max (rend Max Rivette)
- 1982: Y a-t-il un Français dans la salle?; Paul Pauley
- 1982: Passiójáték (Passion); kulisszatologató (le machino)
- 1982: Une chambre en ville; Dambiel
- 1983: Pablo est mort; tévéfilm; Pablo
- 1983: Poussière d’empire; Tam-Tam őrmester
- 1983: Péchés originaux; tévé-minisorozat; Louis Bolomey
- 1984: Repülés Berlinbe (Flight to Berlin); Édouard
- 1984: A mi történetünk (Notre histoire); Chatelard
- 1984: Côté coeur, côté jardin; François
- 1984: Örökölt szerelem (Mistral’s Daughter); tévé-minisorozat; Beauvoir doktor
- 1985: A zsaru szava (Parole de flic); Sylvain Dubor
- 1986: Estélyi ruha (Tenue de soirée); férj a 3. házból
- 1986: Salomé; Nerva segédtisztje
- 1986: Gyűlölöm a színészeket (Je hais les acteurs); Chester Devlin
- 1986: Double messieurs; François
- 1986: Kincses sziget (Treasure Island); Israel Hands
- 1986: La rebelión de los colgados; Don Severo (rend. Luis Buñuel)
- 1987: Mocskos élet (Sale destin); Djebel Zanera
- 1987: A pánik szele (Vent de panique); vaskereskedő
- 1988: Milyen jóízűek a fehérek (Ya bon les blancs); Peter
- 1988: Egy kamaszlány (36 fillette); az apa
- 1989: Férjek, feleségek, szeretők (Les maris, les femmes, les amants); Martin
- 1989: A francia forradalom (La Révolution française); Louis Legendre forradalmár
- 1989: Peaux de vaches; Roland
- 1991: Napoléon et l’Europe, tévésorozat; Napoléon Bonaparte
- 1991: Lune froide; Simon
- 1992: Tini démon (La gamine); Charly
- 1992: Olivier, Olivier; Druot rendőrfelügyelő
- 1992: Le Grand Pardon II; Eric Lemonnier
- 1993: Egy lány miatt (À cause d’elle); Jacques Hervy
- 1993: 23h58; thriller; Bernard
- 1994: A szerelem gyerekjáték (L’amour est un jeu d’enfant); tévéfilm; főszerkesztő
- 1994: A kémkedés ára (Les patriotes); Rémy Prieur
- 1995: Gyorsbüfé (Fast); Francis
- 1996: Les aveux de l’innocent; Reigent rendőrfelügyelő
- 1997: K úr (K); Cortès felügyelő
- 1997: A púpos (Le bossu); Cocardasse
- 1998: Mint a vízfolyás (…Comme elle respire); Marcel
- 1998: Marseille; tévésorozat; André Massilian
- 1998: Eladó (À vendre); Pierre Lindien (rend. Laetitia Masson)
- 2000: Szeress! (Love me); Carbonne
- 2001: Farkasok szövetsége (Le pacte des loups); Sardis atya
- 2001: Közönséges szerelem (De l’amour); Bertrand, a zsaru
- 2001: Partvidéki szerelmesek (Méditerranée); tévésorozat; Guy Lantosque
- 2002: Mischka; Gégène
- 2002: A férfi a vonatról (L'homme du train); Luigi
- 2003: La bête du Gévaudan, tévéfilm; Jean Chastel (fiával, Sagamore Stéveninnel együtt)
- 2003: Nem nagy ügy (Pas si grave); Manolete
- 2003: Volpone (Volpone), tévéfilm; Corbaccio
- 2005: Multikultik (Camping à la ferme); Gaston
- 2005: Moulin felügyelő (Commissaire Moulin); tévésorozat; Jacques Mirvin
- 2002–2005: Le Camarguais; tévésorozat; Virgile Berto, a camargue-i ember
- 2007: A Ben Barka ügy (L’affaire Ben Barka), tévéfilm; Bouvier rendőrfelügyelő
- 2007: Ahab kapitány (Capitaine Achab); Ahab apja
- 2007: A halál kamrája (La chambre des morts); Léon
- 2008: El camino: Az út (El camino); névtelen férfi
- 2008: Otthon az úton (Home); egy hang (rend. Ursula Meier)
- 2008: Mafiosa – a család (Mafiosa), tévésorozat; Coco Casanova / Toussaint
- 2009: Az irányítás határai (The Limits of Control); Mr. French (rend. Jim Jarmusch)
- 2010: Nem beszélek zöldségeket! (La tête en friche); „Szakács” Jojo
- 2011: Tata Bakhta; tévéfilm; Roger
- 2011: Jeanne captive; a szerzetes
- 2011: Szauna Párizsban (Let My People Go!); Nathan
- 2011: Camus: Az első ember (Le premier homme); a farmer
- 2012: Nővér (L’enfant d’en haut); konyhafőnök
- 2012: Comme un lion; francia ügynök
- 2015: A tiltott szoba (The Forbidden Room); orvos
- 2014–2015: Falco – zsaru a múltból (Falco), tévésorozat; Michel Drouet
- 2018: Gyilkosságok Franciaországban (Meurtres à…); tévésorozat; Charles Sénéchal
- 2021: Balzac: Elveszett illúziók (Illusions perdues); Singali
- 2021: Adieu Paris; Jeff
- 2022: A harminc koporsó szigete (L’île aux 30 cercueils); Henri Dormont